# Клір-Лейк (Іллінойс)
Клір-Лейк (англ. Clear Lake) — селище (англ. village) в США, в окрузі Сенґамон штату Іллінойс. Населення — 203 особи (2020).

## Географія
Клір-Лейк розташований за координатами 39°48′50″ пн. ш. 89°34′6″ зх. д. / 39.81389° пн. ш. 89.56833° зх. д. (39.813808, -89.568328).  За даними Бюро перепису населення США в 2010 році селище мало площу 0,28 км², уся площа — суходіл.

## Демографія
Згідно з переписом 2010 року, у селищі мешкало 229 осіб у 97 домогосподарствах у складі 60 родин. Густота населення становила 830 осіб/км².  Було 101 помешкання (366/км²).
Расовий склад населення:
| - 96,5 % — білих - 0,9 % — азіатів - 0,4 % — корінних американців - 0,4 % — чорних або афроамериканців |

До двох чи більше рас належало 1,3 %. Частка іспаномовних становила 1,3 % від усіх жителів.
За віковим діапазоном населення розподілялося таким чином: 20,5 % — особи молодші 18 років, 66,0 % — особи у віці 18—64 років, 13,5 % — особи у віці 65 років та старші. Медіана віку мешканця становила 42,8 року. На 100 осіб жіночої статі у селищі припадало 110,1 чоловіків;  на 100 жінок у віці від 18 років та старших — 116,7 чоловіків також старших 18 років.
Середній дохід на одне домашнє господарство  становив 56 866 доларів США (медіана — 46 250), а середній дохід на одну сім'ю — 67 695 доларів (медіана — 64 643). Медіана доходів становила 41 250 доларів для чоловіків та 35 333 долари для жінок. За межею бідності перебувало 9,6 % осіб, у тому числі 3,0 % дітей у віці до 18 років та 8,6 % осіб у віці 65 років та старших.
Цивільне працевлаштоване населення становило 127 осіб. Основні галузі зайнятості: роздрібна торгівля — 18,1 %, освіта, охорона здоров'я та соціальна допомога — 18,1 %, науковці, спеціалісти, менеджери — 11,8 %, публічна адміністрація — 11,0 %.